# ケカウオノヒ

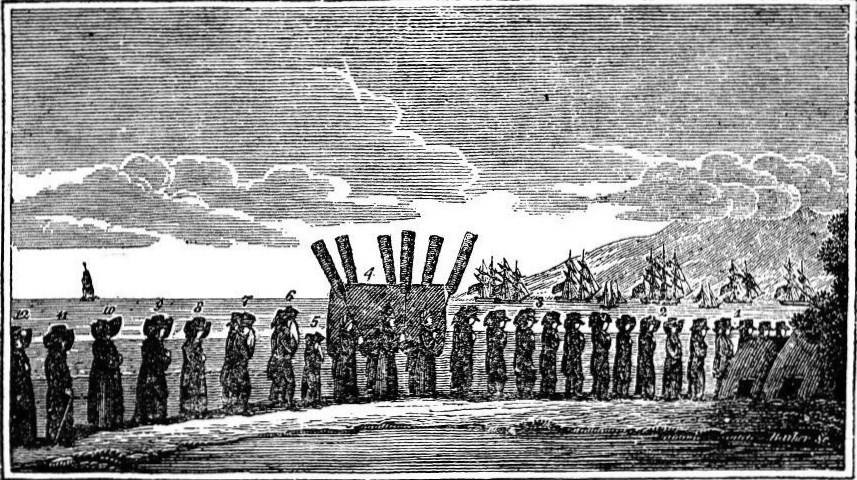
1823年のケオプオラニ王妃の葬列でのケカウオノヒ王女（中央）

ケアヒクニ・ケカウオノヒ（ハワイ語: Keahikuni Kekauʻōnohi, 1805年 - 1851年6月2日）は、カメハメハ家の一員であり、ハワイの高官であった。彼女はカメハメハ1世の孫娘であり、カメハメハ2世の妻の1人だった。 彼女のキリスト教の名前を巡っては論争が激しく、1848年のマヘレの本ではミカヘラとして、他ではミリアムとして記載されているものもある。

## 生涯
- 1819年、『アイ・ノア』（ʻAi Noa）と呼ばれる宴に参加し、古来のカプ制度廃止に立ち会った[5]。
- 1846年、英国海軍准将ヘンリー・バイアム・マーティンは、ケカウオノヒを「エリザベス女王の威厳と荘厳さを兼ね備えたようだ」と評した[1]。